# أغاسايا
أغاسايا (بالإنجليزية: Agasaya)‏، هي إلهة حرب سامية. يُعتقد أن اسمها يُترجم إلى "الصائحة أو الصارخة"، على الرغم من عدم وجود دليل قوي على ذلك. اندمجت أغاسايا فيما بعد بعشتار، وهي إلهة بابلية، إلى جانب العديد من الآلهة الأخرى. أصبحت أغاسايا الجانب المحارب لعشتار وعاشت في التاريخ بهذا الدور. هناك أيضًا بعض التكهنات بأن عشتار، وبالتالي أغاسايا، قد تأثرت/اندمجت بالإلهة المصرية عناة. لا يُعرف الكثير عن أغاسايا، لكن أسلحتها ربما كانت قوسًا وسهامًا وسيفًا معقوفًا.